# 陳永陸
陳永陸（1952年7月19日—），人稱「陸叔」，香港股市著名評論人及投資策略顧問。陸叔在金融界擁有超過四十六年經驗，是香港受歡迎及具權威的投資專家之一。

## 背景
陳永陸生於潮州家庭，父親原是米舖老闆，在陳出生後因投資失利而破產。陳永陸為二房子女，在庶出子女中排行第六，上有五兄姊。他就讀李陞小學（1963年）及英皇書院（1963年入讀，1968年中五、1970年中七），1973年香港大學化學系畢業，先後在匯豐銀行（陳永陸1976年在匯豐銀行擔任見習行政人員時，曾在瓦努阿圖見習半年）、道亨銀行及德意志銀行工作。1990年，陳永陸在其中學同學的弟弟魯連城幫助下，加入大福證券出任副董事總經理，其後認識商業電台的顏聯武，2000年正式在商業電台主持財經節目《人生交叉盤》，並成為最長壽的同類個人意見節目。2000年科網熱潮期間，陳永陸離開大福證券，開設網站hk6及公關公司。
陳永陸的節目會接聽電話，聽眾多會詢問投資意見。陳氏有眾多擁躉，是大眾媒體上主持個人財經節目的代表人物。曾在《信報》撰寫專欄的蔡東豪，在專欄裡曾指這種任何股票都可以表達意見的主持人是「財經演員」。陳永陸亦推出過一些財經書籍，例如《陸陸無窮系列》。陳永陸女兒曾就讀美國耶魯大學。現時陳永陸亦為擔任無綫電視無綫財經·資訊台《商·對論》主持。

## 資料來源
1. 1 2 3 4 5 6 7   (PDF). 松柏之聲. 2010-10-15  [2021-09-28]. （原始内容存档 (PDF)于2021-09-28）.
2. ↑  . 華僑日報. 1963-07-15: 26  [2022-04-07]. （原始内容存档于2023-04-02）.
3. ↑  陳永陸. . 東周刊.   [2019-03-02]. （原始内容存档于2021-01-23）.
4. ↑  . 香港: 無綫新聞.  事件发生在 00:21. 2014年1月2日  [2014年2月5日]. （原始内容存档于2019年8月22日）.
5. ↑  陳永陸. . 東周刊.   [2019-05-12]. （原始内容存档于2020-12-05）.
6. ↑  財經演員 左丁山，蘋果日報，2005年08月29日
7. ↑  陸東現象 第壹流 （页面存档备份，存于） 壹周刊，2009年07月23日